# Pekin (Dacota do Norte)
Pekin é uma cidade localizada no estado norte-americano de Dacota do Norte, no Condado de Nelson.

## Demografia
Segundo o censo norte-americano de 2000, a sua população era de 80 habitantes.
Em 2006, foi estimada uma população de 72, um decréscimo de 8 (-10.0%).

## Geografia
De acordo com o United States Census Bureau tem uma área de
0,7 km², dos quais 0,7 km² cobertos por terra e 0,0 km² cobertos por água. Pekin localiza-se a aproximadamente 450 m acima do nível do mar.

## Localidades na vizinhança
O diagrama seguinte representa as localidades num raio de 28 km ao redor de Pekin.